# Hessenheim
Hessenheim ist eine französische Gemeinde mit 622 Einwohnern (Stand 1. Januar 2021) im Département Bas-Rhin in der Europäischen Gebietskörperschaft Elsass und in der Region Grand Est.

## Geografie
Die Gemeinde Hessenheim liegt in der Oberrheinischen Tiefebene, zehn Kilometer südöstlich von Schlettstadt und sechs Kilometer westlich des Rheins, der hier die Grenze zu Deutschland markiert. Die östliche Gemeindegrenze bildet der Rhein-Rhône-Kanal, die westliche Gemeindegrenze eine alte Römerstraße, genannt Heidenstraessel. Umgeben wird Hessenheim von den Nachbargemeinden Bœsenbiesen im Norden, Artolsheim im Nordosten, Bootzheim im Südosten, Mackenheim im Süden, Ohnenheim im Südwesten, Heidolsheim im Westen sowie Mussig im Nordwesten.

## Geschichte
Von 1871 bis zum Ende des Ersten Weltkrieges gehörte Hessenheim als Teil des Reichslandes Elsaß-Lothringen zum Deutschen Reich und war dem Kreis Schlettstadt im Bezirk Unterelsaß zugeordnet.

### Bevölkerungsentwicklung
| Jahr      | 1910 | 1962 | 1968 | 1975 | 1982 | 1990 | 1999 | 2004 | 2013 |
| Einwohner | 460  | 349  | 356  | 373  | 435  | 438  | 464  | 510  | 591  |

## Sehenswürdigkeiten

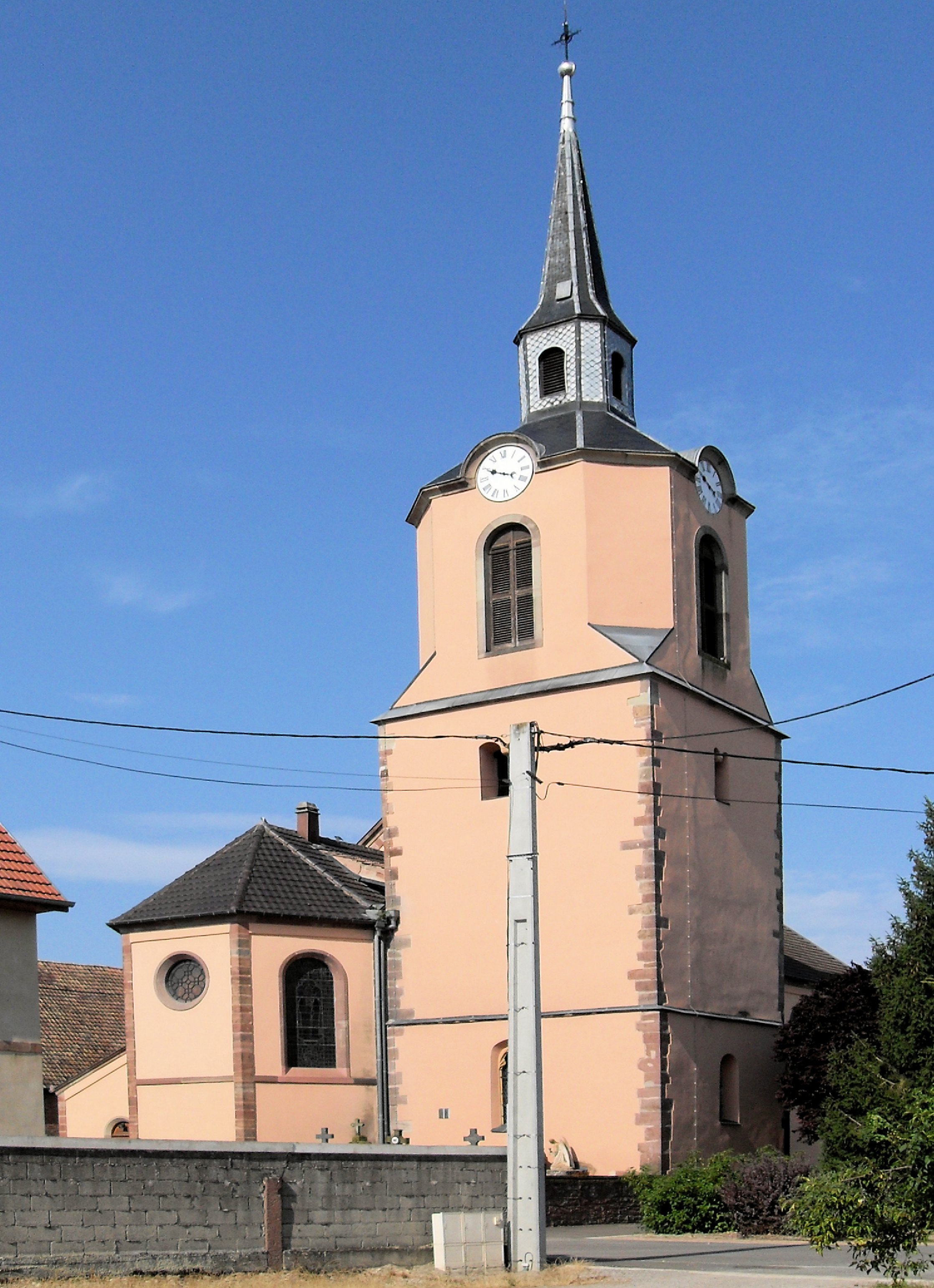
Kirche St. Laurentius

- Kirche St. Laurentius